# Sector Cero Cinco
Sector Cero Cinco es un caserío peruano ubicado en el distrito de Las Lomas, perteneciente a la provincia y departamento de Piura, al norte del Perú. 

## Ubicación
Sector Cero Cinco se ubica al norte de la provincia de Piura, en el distrito de Las Lomas, en el departamento de Piura.

## Demografía
En 2017 Sector Cero Cinco tenía una población de 324 habitantes.
| Gráfica de evolución demográfica de Sector Cero Cinco entre 1993 y 2017 |
|                                                                         |
| Fuentes: Población 1993 y 2017                                          |